# (16397) Carlahayden
(16397) 1982 JS2 est un astéroïde de la ceinture principale d'astéroïdes découvert en 1982.

## Description
(16397) 1982 JS2 a été découvert le 15 mai 1982 à l'observatoire Palomar, situé au nord de San Diego en Californie, par Eleanor Francis Helin et Eugene M. Shoemaker.

### Caractéristiques orbitales
L'orbite de cet astéroïde est caractérisée par un demi-grand axe de 2,29 UA, un périhélie de 2,07 UA, une excentricité de 0,010 et une inclinaison de 4,67° par rapport à l'écliptique. Du fait de ces caractéristiques, à savoir un demi-grand axe compris entre 2 et 3,2 UA et un périhélie supérieur à 1,666 UA, il est classé, selon la JPL Small-Body Database, comme objet de la ceinture principale d'astéroïdes.

### Caractéristiques physiques
(16397) 1982 JS2 a une magnitude absolue (H) de 14,7 et un albédo estimé à 0,341.